# Triloris antea
Triloris antea är en insektsart som beskrevs av Ronald Gordon Fennah 1969. Triloris antea ingår i släktet Triloris och familjen sporrstritar. Inga underarter finns listade i Catalogue of Life.